# Cecilie Larsen
Cecilie Larsen (født 31. januar 2001) er en kvindelig dansk fodboldspiller, der spiller midtbane for FC Nordsjællands kvindehold i Gjensidige kvindeliga. Hun blev indkaldt til Danmarks U/17-kvindefodboldlandsholdet i november 2019.

## Meritter
- DBUs Landspokalturnering for kvinder:
  - Vinder: 2020
- Elitedivisionen:
  - Bronze: 2020